# Час (фільм, 2021)
«Час» (англ. Old) — американський трилер 2021 року, сценаристом і режисером якого виступив М. Найт Ш'ямалан. У головних ролях знялися Гаель Гарсіа Берналь, Руфус Сьюелл і Еліза Сканлен. Фільм знятий на традиційну 35-міліметрову кіноплівку замість цифрової.
Фільм вийшов на екрани 23 липня 2021 року. В основі фільму графічний роман «Замок з піску» П'єра Оскара Леві і Фредеріка Петерса.
Сюжет оповідає про групу з 13 осіб, які виявляють тіло невідомої дівчини на місцевому пляжі. Почавши розслідування, вони незабаром приходять до висновку, що за цим стоїть якесь незрозуміле явище.

## Сюжет
За сюжетом, на віддалений курорт на відпочинок приїжджає група людей. На початку фільму сімейна пара Ґай та Пріска Капа прибувають у готель разом з 11-річною донькою Меддокс та шестирічним сином Трентом. Ґай та Пріска планують розлучитися, але досі не сказали про це дітям.
Прибулу на відпочинок родину зустрічає менеджер курорту та його помічниця з різноманітними коктейлями на будь-який смак. Трохи освоївшись, Трент заводить дружні відносини з місцевим хлопчиком свого віку. Разом вони придумують власну мову — певний код шифру — завдяки якому можуть обмінюватися секретними повідомленнями.
Згодом сім'я вирушає на віддалений пляж для «особливих» гостей, де вони можуть трохи поплавати, позайматися серфінгом чи просто провести час під сонцем. Несподівано до них приєднується ще одна родина — кардіохірург Чарльз, його мати Агнес та молода дружина Чарльза Крістал з їхньою малолітньою донькою Керою та сімейна пара санітара і психологині.
Опинившись на острові, де вже перебували відомий репер зі своєю дівчиною, герої розуміють, що втратили будь-який зв'язок із навколишнім світом: телефони більше не працюють, подолати шлях назад неможливо через знепритомнення, а їхні діти дорослішають у них на очах.
Година перебування на віддаленому острові дорівнює двом рокам життя, через що 50 років зводяться до одного дня. Кожна спроба втечі закінчується нічим, тому герої мають вирішити, як хочуть провести залишки часу: у суцільній боротьбі або ж змиритися і більше не втрачати дорогоцінні хвилини?

## У ролях
- Гаель Гарсія Берналь — Ґай Капа, чоловік Пріски Капа, батько Трента та Меддокс
- Вікі Кріпс — Пріска Капа, дружина Ґая Капа, мати Меддокс та Трента
  - Алекса Свінтон — Меддокс Капа у віці 11 років, дочка Ґая та Пріски Капа, сестра Трента
    - Томасін Мак-Кензі — Меддокс Капа у віці 16 років
    - Ембет Девідц — доросла Меддокс
- Нолан Рівер — Трент Капа у віці 6 років, син Ґая та Пріски, брат Меддокс
  - Лука Фаустино Родрігес —Трент у віці 11 років
  - Алекс Вольф — Трент Капа у віці 15 років
  - Іман Елліотт — дорослий Трент
- Аарон П'єр — Mid-Size Sedan (Мід-Сайз Сєдан)
- Руфус Сьюелл — Чарлз, кардіохірург, чоловік Крістал, син Агнес, батько Кери
- Еббі Лі — Крістал, жінка Чарлза, мати Кери і невістка Агнес
  - Кайла Бейлі — Кара у віці 6 років, донька Чарлза та Крістал, онука Агнес
    - Мікая Фішер — Кара у віці 11 років
    - Еліза Сканлен — Кера у віці 15 років
- Кетлін Челфант — Агнес, мати Чарлза, свекруха Крістал, бабуся Кери
- Ніккі Амука-Берд — Патріша Кармайкл, психологиня, дружина Джеріна
- Кен Люн — Джерін Кармайкл, санітар, чоловік Патріши

## Виробництво

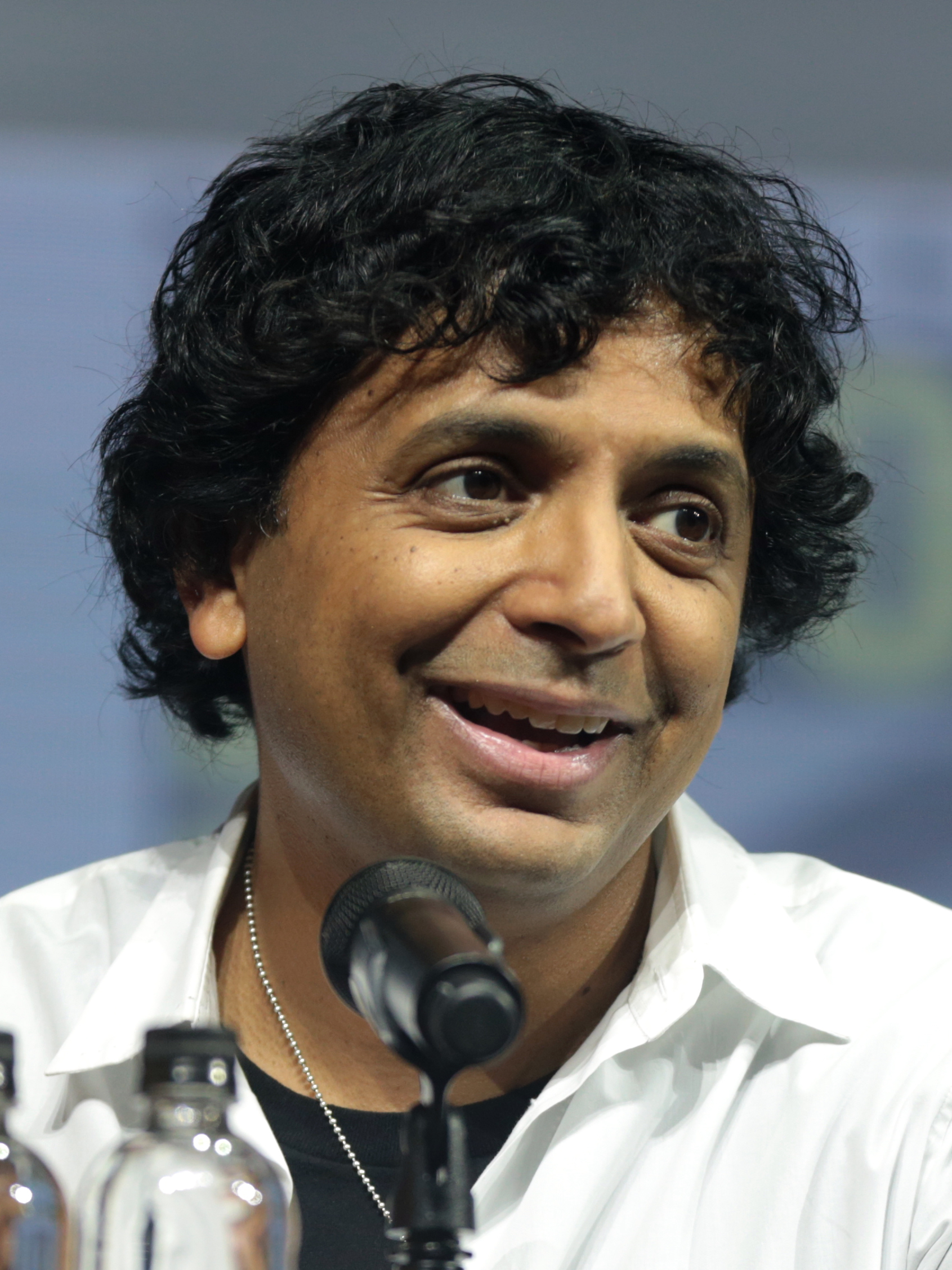
Сценарист, режисер і продюсер М. Найт Ш'ямалан

На черговий день народження М. Найта Ш'ямалана його три доньки подарували йому роман «Замок з піску» французького письменника П'єра Оскара Леві та художника Фредеріка Петерса. Художній роман переповідав історію людей, які вирушили на відпочинок на віддалений пляж, де за лічені години постарішали на роки. Ця історія відразу наштовхнула Ш'ямалана на ідею сценарію.
Після завершення роботи над трилогією «Невразливий» / «Eastrail 177» режисер заглибився в розробку сценарію «Часу» і трансформував його в екзистенційний трилер, в якому намагався підняти питання смерті, любові, жалю, вірності та природи часу. Завдяки чому побудив низку провокаційних запитань: якби вам довелося прожити решту життя маючи в запасі лише день, якби ви його провели? Поруч із ким ви б хотіли бути? Що для вас мало б значення?
«Працюючи над ідеєю, я намагався створити відчуття справжнього жаху… Коли протягом довгого часу ви намагаєтеся зрозуміти, що відбувається навколо, але так і не знаходите правильної відповіді. І лише поступово, крок за кроком склавши весь пазл разом, ви приходите до розв'язки», — коментує режисер.
У жовтні 2019 року стало відомо, що М. Найт Ш'ямалан у співпраці з Universal Studios випустить два нових трилера і виступить як сценарист і режисер.
У травні 2020 року Елайза Сканлен, Томасін Маккензі, Аарон П'єр, Алекс Вольф і Вікі Кріпс приєдналися до акторського складу. Гаель Гарсіа Берналь приєдналася до них у липні. У серпні 2020 року до акторського складу фільму приєдналися Руфус Сьюелл, Ембет Девідц і Іман Елліотт.

### Знімання
Знімання фільму почалося 26 вересня 2020 року в Домініканській Республіці разом із оголошенням назви фільму. Виробництво завершили 15 листопада 2020 року. Це перший фільм М. Найт Ш'ямалана, знятий ним за межами Філадельфії.
Виконавчий продюсер Стівен Шнайдер розповідає, що фільм вийшов не схожим на жодну попередню історію кінорежисера: «Що найбільше вражає у фільмі, так це те, як Ш'ямалану вдається жонглювати історіями. Лінія кожного героя абсолютно унікальна, Найт зміг розповісти глибоку та самобутню історію, наповнену темами, які знайомі кожному з нас».
Пошук локації для фільмування «Часу» став ще однією важливою сходинкою на шляху до створення кінопродукту. Від самого початку команда мала розуміння того, яким повинно бути місце зйомок, тому вибір було зроблено на користь Карибського моря, а саме на Домініканську республіку. М. Найт Ш'ямалан та його партнери були змушені дослідити чимало місць, перш ніж знайшли пляж Плайя-Ель-Вальє. Він був не лише неймовірно мальовничим, але і достатньо віддаленим від сусідніх міст.
Та попри всю красу та мальовничість обраної локації, фільмування закордоном стали неабияким викликом для команди. По-перше, робота над фільмом розпочалася 2020 року, коли весь світ знаходився на ізоляції через пандемію COVID-19. Тому команда мала не лише привезти всю потрібну техніку, а ще й відповідати за здоров'я команди. Проте режисера подібні обмеження лише надихали та допомогли краще відтворити емоції та почуття героїв, які залишилися геть самі посеред безлюдного острова.
Загалом стрічку «Час» було знято в досить короткі строки, тому творча група мала працювати швидко та ефективно. «У нас взагалі не було права на помилку, і в таких умовах було досить цікаво попрацювати», — коментував режисер.

## Випуск
Світова прем'єра фільму відбулася 21 липня 2021 року, в Україні — 29 липня 2021 року.